# Шалозе Удоджи
Шалозе Удоджи Чигози (на английски: Shaloze Udoji Chigozie) е нигерийски футболист, играещ като крило и нападател. През 2006 г. взема български паспорт и името Митко Атанасов Георгиев. Висок е 172 см, тежи 67 кг. Има 1 мач и 2 гола за младежкия национален отбор на България.

## Кариера
Роден е на 16 юли 1986 г. в Лагос, Нигерия. На юношеско ниво играе за Джулиус Бергер. През 2004 г. преминава в отбора на ПФК Вихрен (Сандански). Бързо се налага в тима и помага на Вихрен да спечели промоция в А група. Общо за тима изиграва 67 мача и вкарва 18 гола. По това време интерес от него има от английския Блекбърн Роувърс.
В края на 2006 г. преминава в ПФК ЦСКА (София), като трансферът е на стойност около 200 000 евро. До края на сезон 2006/07 вкарва 2 гола в 16 мача във всички турнири. През сезон 2007/08 става носител на Суперкупата на България и шампион на България. През сезон 2008/09 обаче получава по-малко шанс за изява след като изпада в немилост при треньора Димитър Пенев и пожелава да си тръгне от „Българска армия“. След края на сезона напуска като свободен агент.
От сезон 2009/2010 преминава в отбора на Астерас Триполис (Гърция). През 2011 г. се състезава за Астра (Плоещ). След това отново се изявява в няколко гръцки отбора, включително и Арис Солун. През 2014 г. става част от Динамо Минск. Оставя отлични впечатления с изявите си в Динамо, като във всички турнири изиграва 69 мача и вкарва 21 гола. В първия си сезон в Динамо попада в тима на годината на шампионата на Беларус. Динамо на два пъти играе в групите на Лига Европа, като Удоджи става и голмайстор на тима в шампионата с 10 гола през сезон 2015 г.
През 2016 г. играе за китайския Циндао Чжуен, след което и за норвежкия Лилестрьом, отново в Гърция и Кипър. През 2022 г. играе за любителския английски Уелинг Юнайтед. В края на октомври 2022 г. се завръща във Вихрен.

## Успехи
- Шампион на България – 2007/08
- Суперкупа на България – 2008
- В идеалния отбор на шампионата на Беларус – 2014